# 퀴즈 레이디
《퀴즈 레이디》(영어: Quiz Lady)는 2023년 공개된 미국의 코미디 영화로, 제시카 유가 감독을 맡았다. 아쿼피나, 샌드라 오, 제이슨 슈워츠먼, 홀랜드 테일러, 토니 헤일, 존 "덤파운디드" 박, 윌 페럴 등이 출연하였으며, 아쿼피나, 샌드라 오, 윌 페럴은 제작자로도 참여하였다.
2024년 제76회 프라임타임 에미상에서 텔레비전 영화 부문 작품상을 수상하였다.

## 줄거리
어려서부터 애니는 텔레비전 퀴즈 쇼 "Can't Stop the Quiz"를 부모님 다툼이 잦은 집안 현실에서 도피하는 창구로 삼으며 위안을 받아왔다. 결국 아버지는 가족을 떠나고, 언니 제니는 유명인이 되겠다며 애니에게 개 미스터 링귀니를 떠맡기고 사라진다.
어느 날 도박 중독자 어머니가 양로원에서 도망쳐 마카오로 도피한다. 이 소동을 계기로 언니 제니가 다시 애니 앞에 나타난다. 애니 집에 눌러앉은 제니는 애니가 퀴즈 쇼를 시청하며 답을 비범한 속도로 연달아 맞추는 모습을 몰래 촬영해 인터넷에 올린다. 이 영상이 레딧 등에서 인기 동영상으로 퍼지면서 애니는 "퀴즈 레이디"로 알려지게 된다.
퀴즈 쇼 제작자들도 덩달아 애니에게 관심을 갖게 된 가운데 고리대금업자 켄이 미스터 링귀니를 납치하고 어머니의 8만 달러 빚을 갚을 것을 요구한다. 애니는 미스터 링귀니를 구할 돈을 마련하기 위해 퀴즈 쇼에 도전한다.

## 출연
- 아쿼피나 - 앤 "애니" 염 역
- 샌드라 오 - 제니퍼 "제니" 염 역
- 윌 페럴 - 테리 맥티어 역
- 홀랜드 테일러 - 프랜신 역
- 제이슨 슈워츠먼 - 론 히콕 역
- 토니 뉴섬 - 머세이디스 역
- 폴 루번스 - 본인 역
- 존 "덤파운디드" 박 - 켄 역
- 앤절라 트림버 - 마지 역
- 토니 헤일 - 벤 프랭클린 역
- 맷 코도바 - 바트 역
- 앨런 하이츠 - 글렌 역
- 에이미 톨스키 - 리아 역
- 크로즈비 쿡 - "미스터 링귀니" 역